# Glypta angusta
Glypta angusta är en stekelart som beskrevs av Dasch 1988. Glypta angusta ingår i släktet Glypta och familjen brokparasitsteklar. Inga underarter finns listade i Catalogue of Life.